# Schussen
Schussen er en flod i  den tyske delstat Baden-Württemberg, og en af Rhinens bifloder via Bodensøen med en længde på 62 km.
Den har sit udspring nord for Bad Schussenried, og løber hovedsageligt sydover og gennem byerne Bad Schussenried, Aulendorf, Ravensburg og Weingarten. Floden munder ud i Bodensøen ved Eriskirch